# Saulsbury
Saulsbury es un pueblo ubicado en el condado de Hardeman en el estado estadounidense de Tennessee. En el Censo de 2010 tenía una población de 81 habitantes y una densidad poblacional de 86,39 personas por km².

## Geografía
Saulsbury se encuentra ubicado en las coordenadas 35°2′51″N 89°5′16″O / 35.04750, -89.08778. Según la Oficina del Censo de los Estados Unidos, Saulsbury tiene una superficie total de 0.94 km², de la cual 0.94 km² corresponden a tierra firme y (0%) 0 km² es agua.

## Demografía
Según el censo de 2010, había 81 personas residiendo en Saulsbury. La densidad de población era de 86,39 hab./km². De los 81 habitantes, Saulsbury estaba compuesto por el 82.72% blancos, el 16.05% eran afroamericanos, el 0% eran amerindios, el 0% eran asiáticos, el 0% eran isleños del Pacífico, el 0% eran de otras razas y el 1.23% pertenecían a dos o más razas. Del total de la población el 3.7% eran hispanos o latinos de cualquier raza.